# Харків-Слобідський
Ха́рків-Слобідський — проміжна залізнична станція 2-го класу на електрифікованій лінії Харків-Пасажирський — Зелений Колодязь між зупинними пунктами Верещаківка (2,5 км) та Платформа 13 км (2,7 км).  Розташована у Слобідському районі міста Харкова. Обслуговує приміські потяги Люботинського та Золочівського напрямків. Один з чотирьох вокзалів Харківського залізничного вузла та один з двох вокзалів, який до повномасштабного російського вторгнення в Україну (з 2022) обслуговував поїзди далекого сполучення.

## Історія
Станція відкрита 1895 року під час прокладання Харківсько-Балашовської залізниці.
20 грудня 1971 року здійснив перший пробний рейс приміський електропоїзд електрифікованою дільницею Харків-Балашовський — Лосєве — Гракове.
5 січня 1972 року відкритий регулярний рух приміських електропоїздів Чугуївського напрямку від вокзалу до станції Гракове через Лосєве, Рогань, Мохнач.
1 лютого 1972 року, о 00:30, пасажирський поїзд Чугуївського напрямку під паровозною тягою прибув останній раз на Балашовський вокзал.
У 1978 році, після відкриття лінії метрополітену до ХТЗ, частина приміських електропоїздів почала курсувати у сполученні Лосєве — Гракове. Наразі всі приміські електропоїзди прямують до кінцевої станції Лосєве, а дільниця Харків-Слобідський — Лосєве залишилася без приміського руху (електропоїзди прямують через станцію лише у разі руху до моторвагонного депо або на розмін).
У 2012 року станція була реконструйована
5 січня 2024 року станція Харків-Балашовський перейменована на станцію Харків-Слобідський.

## Опис
Станція має незначне пасажирське значення, проте є великим вантажним залізничним вузлом. Поруч знаходиться платформа для перевантаження вантажів із залізничних вагонів на автотранспорт. Крім того, поруч зі станцією знаходиться чимало підприємств, у тому числі такі, як завод імені В. О. Малишева та різноманітні промислові  склади.

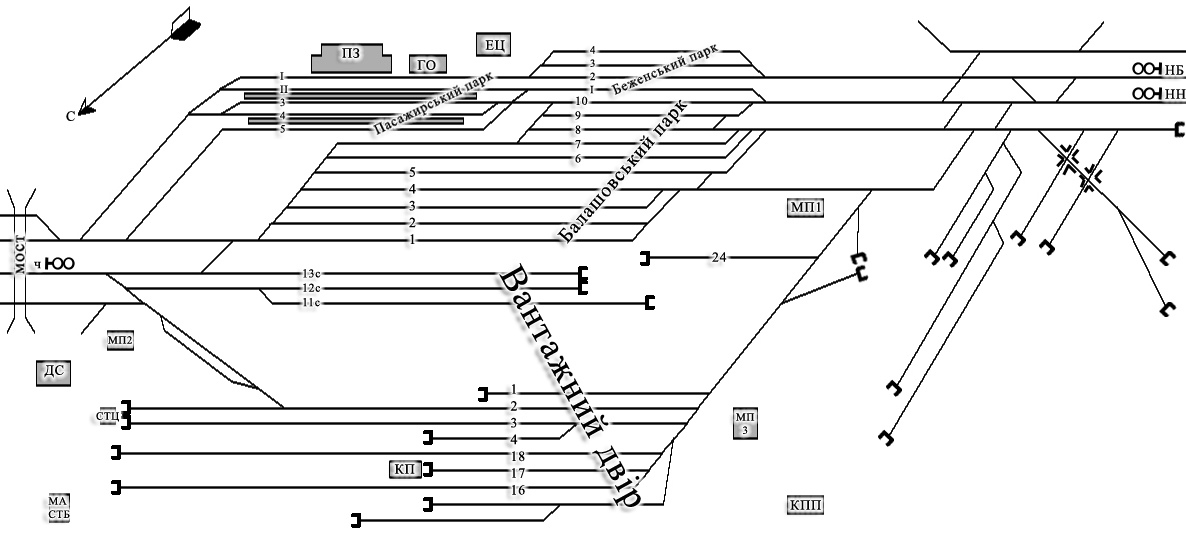
План-схема станції

Від станції відгалужується лінія через зупинний пункт Качанівка до станції Лосєве, яка призначена для обслуговування вантажних операцій чимало харківських промислових підприємств (Завод імені В. О. Малишева, ВАТ «Турбоатом» тощо).

## Пасажирське сполучення
З початку відкриття станція була відправним пунктом пасажирських поїздів до російського міста Балашова (від цього і походила назва вокзалу). На початку XX століття зі станції відправлялися пасажирські поїзди до Луганська, Казані тощо.
В останні десятиріччя пасажирські поїзди далекого сполучення на станції Харків-Балашовський були рідкістю: регулярний рух лінією від Зеленого Колодязю через Лосєве припинено багато років тому, а ось з боку роз'їзду 8 км на станцію, яка обслуговує переважно приміські та вантажні поїзди, пасажирські состави до вересня 2018 року прибували лише у виняткових випадках, наприклад, під час проведення відбіркових футбольних матчів на стадіоні «Металіст».
З 30 вересня 2018 року, після багаторічної перерви, через станцію курсував пасажирський поїзд категорії «нічний експрес» № 19/20 сполученням Київ — Лисичанськ. Влітку 2020 року маршрут руху поїзда було подовжено до станції Попасна.
Наразі лише у західному напрямку від вокзалу станції Харків-Слобідський вирушають приміські електропоїзди, у східному ж напрямку (до станції Лосєве) залізничного приміського сполучення немає.
Станція є кінцевою для приміських електропоїздів, що прямують до кінцевих станцій:
- Золочів;
- Мерчик;
- Люботин;
- Огульці[6].

## Галерея

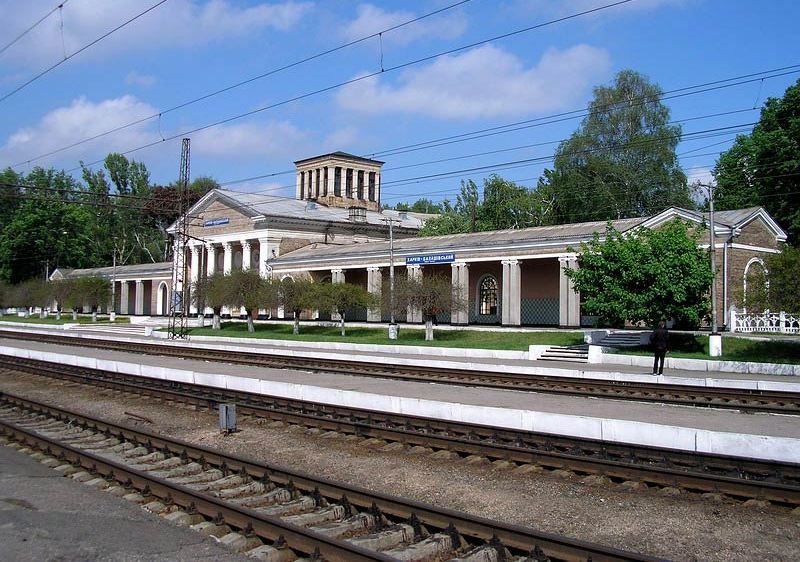
Вокзал станції (2011)
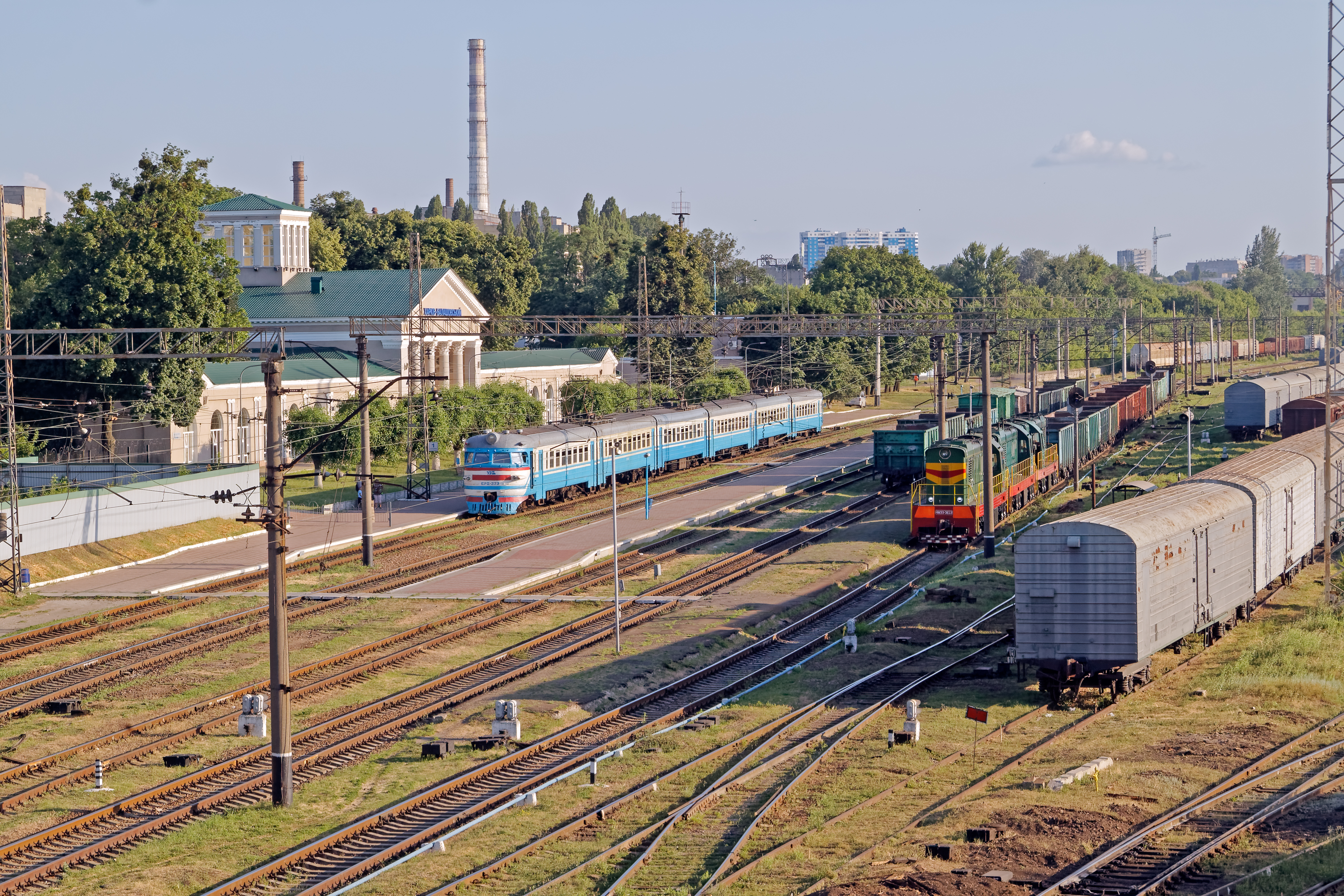
Краєвид станції  (2021)
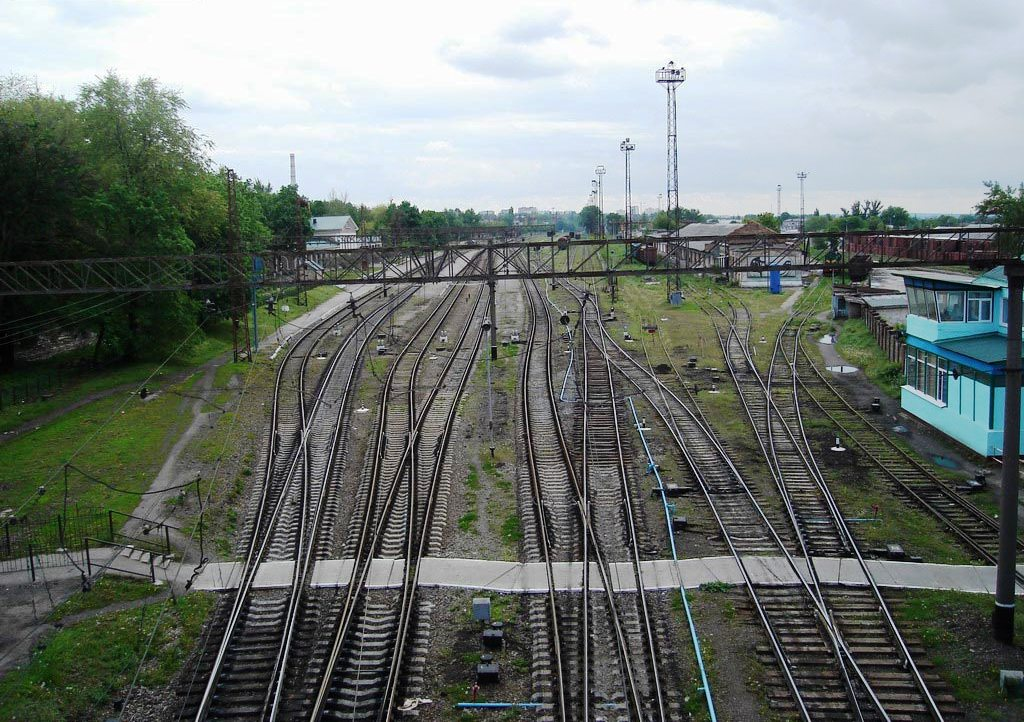
Парна горловина станції